# 後藤家信
後藤 家信（ごとう いえのぶ）は、安土桃山時代から江戸時代前期にかけての武将。肥前後藤氏20代当主（武雄領主）。

## 生涯

### 沖田畷の戦いまで
永禄6年（1563年）、龍造寺隆信の子として誕生。天正5年（1577年）、後藤貴明の実子・晴明（後の龍造寺家均）を龍造寺氏へ養子に出す代わりに、隆信の子・家信が貴明の娘・槌市と結婚して婿養子となった。元々後藤氏は龍造寺氏とは時期に応じて和議と敵対を繰り返す関係にあったが、隆信の勢力拡大により家信を養子に迎えざるを得なくなっていた。なお、明治維新に至るまでこの龍造寺の血脈は続く事になる。
以後、龍造寺氏の合戦に参加。天正7年（1579年）、隆信の筑後国・肥後国攻めでは、家信は三池の古賀城を包囲し陥落させ、相良、米良、宇土、麻生といった肥後衆と戦いでは首800を挙げたという。天正8年（1580年）、龍造寺政家に従い柳川の蒲池鎮漣攻めに加わった。天正9年（1581年）には兄・龍造寺政家、江上家種と共に肥後に攻め入り、隈府城主・赤星統家を降伏させ、御船城主・甲斐親直、隈本城主・城親賢らについては龍造寺隆信に服属する旨の起請文を提出したため本領を安堵している。天正10年（1582年）には田尻鑑種が龍造寺隆信に背いたため、政家を大将に家信と鍋島直茂が副将を務めこれを攻めた。
また、ルイス・フロイスの『日本史』によると、同年10月、家信はイエズス会長崎副管区長ガスパール・コエリョへ使者を出し、領地の寄進と自身の入信を条件にしたイエズス会と交誼の締結を申し出たが、実父・隆信の反対に遭い断念したとされている。

### 沖田畷の戦い以降
天正12年（1584年）、島津氏・肥前有馬氏連合軍との沖田畷の戦いにおいて父・隆信が討ち取られると、出陣した家信も敗走し、武雄の後藤山城（塚崎城）を出て、要害の地である住吉城（武雄市山内町）に居を移した。なお『フロイス日本史』によれば、隆信の死後、家信は再度コエリュにキリスト教への入信を打診している。しかし、父・隆信や龍造寺家臣の戦死や兄弟からの家信への悪辣な仕打ちなどから、気が狂って正常な判断ができなくなり、牢に入れられて監視を付される身となったと記されている。
天正15年（1587年）、豊臣秀吉の島津征伐に際し参陣し、肥後の湯浦まで攻め入ったという。天正18年（1590年）、龍造寺政家の隠居の際、家信に対しても豊臣秀吉から知行目録が下され、杵島郡のうち長島方3,379.2石、杵島郡塚崎庄9,364.8石、下松浦郡のうち有田3,659.2石、小城郡のうち東郷330.7石の合計19,703.9石が家信の知行とされた。
その後、家信は豊臣秀吉の朝鮮出兵に参加する。まず、天正20年/文禄元年（1592年）の文禄の役では加藤清正に従って、徳原城を守り、朝鮮の二王子（臨海君、順和君）を捕らえるべく兀良哈（中国東北部）まで攻め入り、その後、文禄3年（1594年）正月に帰国している。また、慶長の役では、慶長2年（1597年）再び朝鮮に渡り、翌慶長3年（1598年）の正月、蔚山籠城中の加藤清正を救出するという功績を立て、清正から大刀一振りと大砲30挺を贈られている。その後、家信は病となって帰国したためその代理として嫡子・茂綱が朝鮮に出陣している。
慶長6年（1601年）、佐賀藩鍋島氏の他、龍造寺四家（諫早、武雄、多久、須古）にも江戸への人質の差し出しが求められる江戸証人の制度が導入され、翌年、家信は三男・鍋島茂延を江戸に送っている。
元和8年（1622年）、死去。

## 系譜
- 父：龍造寺隆信（1529-1584）
- 母：龍造寺家門娘
- 養父：後藤貴明（1534-1583）
- 正室：槌市 - 後藤貴明娘
  - 長男：鍋島茂綱（1582-1655）
- 生母不明の子女
  - 三男：鍋島茂延